# Ludwig von Windheim
Ludwig von Windheim (né le 27 juin 1851 à Oschersleben - mort le 15 janvier 1935 à Königsberg) est un fonctionnaire prussien qui a occupé le poste de haut président de la province de Hesse-Nassau entre 1903 et 1907, de la province de Prusse-Orientale entre 1907 et 1914 et de la province de Hanovre entre 1914 et 1917.

## Biographie

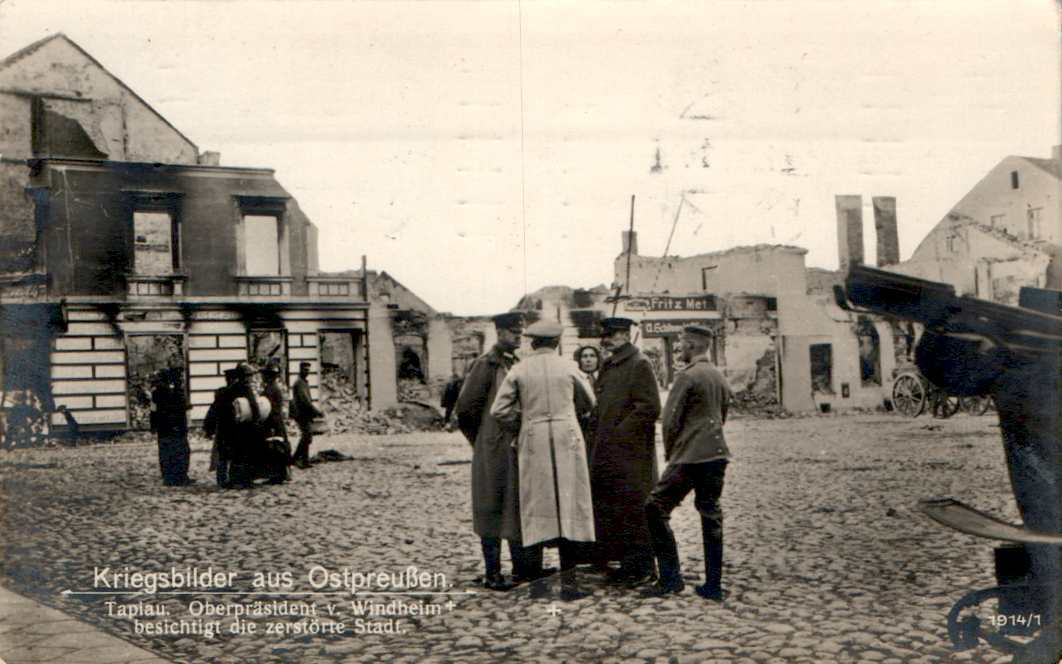
Von Windheim visite le site détruit à Tapiau, septembre 1914.

Windheim, fils du bailli en chef Karl Hermann von Windheim, étudie le droit et les sciences politiques aux universités de Göttingen, Munich et Berlin. Au cours de ses études, il devient membre du Corps Bremensia Göttingen et de la Franconia München (de). Le 13 janvier 1879, il entre dans le service judiciaire en tant qu'avocat stagiaire dans le district de la cour d'appel de Halberstadt, passe plus tard à l'administration générale de l'État et devient en 1884 évaluateur du gouvernement au département présidentiel du district de Königsberg. En janvier 1886, il est chargé de l'administration du bureau de l'arrondissement de Ragnit et y est finalement nommé administrateur de l'arrondissement en juillet de la même année. En mars 1894, il est nommé ouvrier non qualifié au ministère de l'Intérieur et en avril 1895, il est nommé chef de la police de Stettin. En juin 1895, il succède au feu baron von Richthofen au poste de chef de la police de Berlin.En 1902, il devient président du district de Francfort, en 1903 haut président de la province de Hesse-Nassau et en 1907 de la province de Prusse-Orientale. En septembre 1914, il est nommé président de la province de Hanovre et occupe cette fonction jusqu'à sa retraite en 1917.
Il est marié à Klara von Gottberg depuis 1886.